# Урало-Кузнецкий комбинат
Урало-Кузнецкий комбинат или Урало-Кузбасс — термин, означавший территориально-производственный комплекс, объединявший угольные месторождения Кузбасса, железорудные месторождения Урала, Магнитогорский металлургический комбинат и Новокузнецкий металлургический комбинат. 

## История
Идея соединения железной руды Урала с коксующимся каменным углем Кузбасса в единый промышленный комплекс была выдвинута ещё в конце XIX века, её поддержал Д. И. Менделеев, она обсуждалась в промышленных и финансовых кругах.
Но практически она была осуществлена уже в советский период. Вскоре после Октябрьской революции, 18 марта 1918 года, ВСНХ принял решение о создании Урало-Кузнецкого комбината. Это было связано с потерей металлургической базы на Украине в результате заключения Брестского мира. Состоялся конкурс на лучшую разработку проекта, в результате которого предпочтительным оказался проект УКК, представленный томскими учеными и инженерами во главе с профессором Н.В. Гутовским. Он предусматривал постройку трех новых металлургических заводов на Урале (у горы Магнитной, в районах Алапаевска и Бакала). Четвертый металлургический завод планировалось соорудить в Кузбассе. Но Гражданская война отодвинула реализацию этого проекта на неопределенное время.
Создание «Урало-Кузбасса» стало важнейшей частью первого пятилетнего плана, утвержденного в 1929 году. К 1932 году были построены и введены в эксплуатацию Магнитогорский и Кузнецкий металлургические
комбинаты, а также Уральский завод тяжелого машиностроения, который должен был производить оборудование для горной и металлургической промышленности Урала и Сибири. В Кузбассе в это же время развернулось строительство угольных шахт. В 1927/1928 годах там было добыто 2 387 тыс. тонн угля, в 1932 году — уже 6 779,7 тыс. тонн, а в 1937 году Кузбасс дал 17 204,4 тыс. тонн угля.
В результате начался масштабный обмен железной рудой и каменным углем между Уралом и Кузбассом. Добытый в Кузбассе уголь по Транссибу везли на Урал, в первую очередь на Магнитогорский комбинат. Обратно в Кузбасс, на Кузнецкий металлургический комбинат, с Урала везли железную руду. Магнитогорский железный рудник в 1932-1937 годах отправлял на Кузнецкий металлургический комбинат от 36 до 44 % добытой руды. К 1940 году Магнитогорский и Кузнецкий комбинаты совокупно производили 21,5 % чугуна, 19,4 % стали, 19,6 % проката в СССР. Уральская металлургия была полностью переведена с древесного топлива на каменноугольное.
Особо важную роль Урал и Кузбасс сыграли в период Великой Отечественной войны, когда после оккупации противником западных районов СССР они взяли на себя основную тяжесть по снабжению оборонной промышленности металлом. В 1943 году Магнитогорский и Кузнецкий комбинаты совокупно произвели 60.9 % чугуна, 48,7 стали, 50,1 % проката в СССР.
Со второй половины 1940-х годов в связи с истощением железорудных месторождений Урала и открытием в Западной Сибири собственных месторождений железных руд западносибирская металлургия постепенно стала переходить на них. На Урал же с 1960 года стали везти железную руду из Курской магнитной аномалии и с Кольского полуострова. Так к 1970-м годах идея обмена уральской железной руды на кузнецкий уголь, лежавшая в основе концепции в основе концепции Урало-Кузнецкого комбината, исторически изжила себя.